# Wang Zemin
Wang Zemin (chinesisch 王 泽民, Pinyin Wáng Zémín; * 5. November 1982) ist ein chinesischer Marathonläufer.
2004 kam er beim Xiamen-Marathon auf Platz 14 und wurde Siebter beim Peking-Marathon. 2008 wurde er Elfter in Xiamen und Achter in Peking.
2009 gewann er den Pjöngjang-Marathon mit seiner persönlichen Bestzeit von 2:14:21 h.